# Atacado

Venda por atacado(pt-BR) ou venda por grosso(pt) é a forma de comercialização de grandes quantidades de produtos. Tais produtos são mais baratos por serem principalmente destinados a mercados.  Em geral, este sistema necessita de elos em sequência na cadeia de suprimentos, passando pelo comércio varejista, para alcançar os consumidores finais. É comum que as empresas que atuam neste ramo (ditas grossistas em Portugal) também operem na distribuição, sendo usual o uso de distribuidor como sinônimo de grossista.
O atacado pode funcionar tanto no comércio físico, quanto no comércio eletrônico – neste caso, a empresa acessa o site do atacado de sua preferência e faz o pedido. 
Existe também o atacarejo, uma variante do atacado, sendo um tipo de loja que permite ao atacadista vender aos varejistas de pequeno ou de médio porte e aos consumidores finais que estão à procura do melhor preço.
Em Abril de 2025 o setor de atacado no Brasil registrou queda de 0,9% em relação ao mesmo período do ano anterior, segundo o Índice Omie de Desempenho Econômico das PMEs (IODE-PMEs). 